# ديفيد لين راسيل
ديفيد لين راسيل (بالإنجليزية: David Lynn Russell)‏ هو محامي وقاضي وضابط أمريكي، ولد في 7 يوليو 1942 في سابولبا في الولايات المتحدة.